# John Prentiss Carter
John Prentiss Carter (* 7. Februar 1840 in New Augusta, Perry County, Mississippi; † 23. Juli 1925) war ein US-amerikanischer Politiker. Zwischen 1904 und 1908 war er Vizegouverneur des Bundesstaates Mississippi.

## Werdegang
John Carter besuchte bis 1857 die Salem High School im Greene County. Anschließend absolvierte er das Centenary College in Louisiana. Während des Bürgerkrieges war er Leutnant im Heer der Konföderation. Er nahm an mehreren Schlachten teil und geriet schließlich in Gefangenschaft, in der er bis zum Kriegsende im Jahr 1865 verblieb. Nach einem anschließenden Jurastudium und seiner 1866 erfolgten Zulassung als Rechtsanwalt begann er in Mississippi in diesem Beruf zu arbeiten. Gleichzeitig schlug er als Mitglied der Demokratischen Partei eine politische Laufbahn ein. In den Jahren 1865, 1866, 1867 und 1888 saß er als Abgeordneter im Repräsentantenhaus von Mississippi; in den Jahren 1874, 1875, 1876, 1877, 1878 sowie 1880 gehörte er dem Staatssenat an. 1865 und 1890 nahm er auch als Delegierter an zwei Verfassungskonvents seines Staates teil. Außerdem war er von 1867 bis 1869 Bezirksstaatsanwalt im Perry County.
Im November 1903 wurde Carter an der Seite von James K. Vardaman zum Vizegouverneur von Mississippi gewählt. Dieses Amt bekleidete er zwischen 1904 und 1908. Dabei war er Stellvertreter des Gouverneurs und Vorsitzender des Staatssenats. Er war auch Mitglied mehrerer Organisationen und Vereinigungen. Unter anderem war er Präsident des Hattiesburg Board of Trade und der Hattiesburg National Bank of Commerce. Seit dem 24. Dezember 1868 war Carter mit Margaret C. McCullum verheiratet, mit der er vier Kinder hatte. Er starb am 23. Juli 1925.